# 桜町遺跡
桜町遺跡（さくらまちいせき）は、富山県小矢部市桜町にある縄文時代早期から江戸時代にかけての複合遺跡・低湿地遺跡。出土遺物のうち、1600点が小矢部市指定有形文化財に指定されている。

## 概要
1988年（昭和63年）の発掘調査において、縄文時代中期末（約4000年前）の高床建物（梁間一間型高床建築）と見られる部材が出土し（同年11月4日に小矢部市教育委員会が発表）、1997年（平成9年）9月3日には、小矢部市教育委員会が日本最古とみられる建物部材が出土されたと発表された。2000年（平成12年）には、約2800年前の環状木柱列（北陸特有の建造物）が出土した。
2009年（平成21年）10月24日には、道の駅メルヘンおやべが近隣にオープン。

## 展示施設
史跡公園として整備されており、環状木柱列が復元されている。公園には資料館「桜町JOMONパーク」があり、出土品が展示されている。

### 桜町JOMONパーク
- 開館時間：午前9時00分 - 午後5時00分（入館は午後4時30分まで）
- 休館日：月曜日（祝日、振替休日にあたるときは翌平日）、および12月28日 - 1月4日
- 料金：無料

## 所在地・アクセス
- あいの風とやま鉄道線 石動駅より宮島方面へ車5分
- 能越自動車道福岡IC